# (3844) Lujiaxi
(3844) Lujiaxi ist ein Asteroid des Hauptgürtels, der am 30. Januar 1966 am Purple-Mountain-Observatorium in Nanjing entdeckt wurde.
Der Name des Asteroiden erinnert an den chinesischen Chemiker Lu Jiaxi.